# چارچوب استراحت
در نسبیت خاص چارچوب استراحت (انگلیسی: Rest frame) یک ذره چارچوب مرجع (یک دستگاه مختصات وابسته به نشانگرهای فیزیکی) است که در آن ذره در حالت سکون است.
چارچوب باقی مانده اجسام مرکب (مانند یک سیال یا یک جامد ساخته شده از اتم‌های ارتعاشی زیادی) به عنوان چارچوب مرجعی در نظر گرفته می‌شود که در آن میانگین تکانه ذراتی که ماده را تشکیل می‌دهند صفر است (ذرات ممکن است به‌طور جداگانه حرکت خود را داشته باشند، اما در مجموع هیچ حرکت خالصی ندارند). به عنوان مثال، قاب استراحت یک ظرف گاز، قاب استراحت خود ظرف است، که در آن مولکول‌های گاز در حالت سکون نیستند، اما احتمال اینکه در یک جهت حرکت کنند بیشتر از جهت دیگر نیست. قاب باقیمانده یک رودخانه، قاب یک قایق بدون نیرو است که در آن میانگین سرعت آب صفر است. به این قاب قاب مرکز جرم یا قاب مرکز تکانه نیز می‌گویند.
قاب مرکز تکانه به دلیل اینکه قاب مرجعی است که در آن انرژی کل (انرژی نسبیتی کل) یک ذره یا جسم مرکب، جرم ثابت (بربر مجذور سرعت ضریب مقیاس نور) نیز قابل توجه است. همچنین چارچوب مرجعی است که در آن جسم یا سیستم حداقل انرژی کل را دارد.
هم در نسبیت خاص و هم در نسبیت عام، تعیین چارچوب استراحت هر اندازه‌گیری زمانی ضروری است، زیرا زمان وقوع یک رویداد به چارچوب استراحت ناظر بستگی دارد. به همین دلیل زمان‌بندی رویدادهای نجومی مانند ابرنواخترها معمولاً بر حسب زمانی که نور این رویداد به زمین می‌رسد ثبت می‌شود، زیرا «زمان واقعی» وقوع رویداد بستگی به قاب استراحت انتخاب شده دارد. به عنوان مثال، در قاب باقیمانده یک ذره نوترینویی که از ابرنواختر سحابی خرچنگ به سوی زمین سفر می‌کند، این ابرنواختر در قرن یازدهم پس از میلاد تنها اندکی قبل از رسیدن نور به زمین رخ داده است، اما در قاب استراحت زمین این رویداد حدود ۶۳۰۰ سال پیش از آن رخ داده است.